# Віла-даз-Авеш
Віла-даз-Авеш — місто на півночі Португалії. Населення у 2011 році становило 8458 осіб, площа міста складає 6,16 км2.

## Географія
Віла-даз-Авеш розташований у муніципалітеті Санту-Тірсу, за 6 км на північний схід від центру муніципалітету, власне міста Санту-Тірсу, що межує з парафією Лордело в муніципалітеті Гімарайнш.

## Спорт
У місті базувалась футбольна команда «Авеш».

## Міста-побратими
- Сент-Етьєнн-ле-Ремірмон